# Бесуде
Бесуде (итал. Bessude) је насеље у Италији у округу Сасари, региону Сардинија.
Према процени из 2011. у насељу је живело 428 становника. Насеље се налази на надморској висини од 423 м.

## Становништво
| 1931. | 1936. | 1951. | 1961. | 1971. | 1981. | 1991. | 2001. | 2011. |
| ----- | ----- | ----- | ----- | ----- | ----- | ----- | ----- | ----- |
| 790   | 696   | 750   | 704   | 546   | 547   | 509   | 501   | 428   |